# ییتکا زلنوهورسکا
ییتکا زلنوهورسکا (چکی: Jitka Zelenohorská؛ زادهٔ ۱۱ نوامبر ۱۹۴۶) بازیگر اهل جمهوری چک است.
از فیلم‌ها یا برنامه‌های تلویزیونی که وی در آن نقش داشته‌است، می‌توان به آدلا هنوز شام نخورده، قطارهای تحت نظر، چکاوک‌ها روی بند و اگر یک‌هزار کلارینت اشاره کرد.